# Вила Оливети (Пескара)
Вила Оливети (итал. Villa Oliveti) је насеље у Италији у округу Пескара, региону Абруцо.
Према процени из 2011. у насељу је живело 583 становника. Насеље се налази на надморској висини од 135 м.